# Emir Kujović
Emir Kujović (* 22. Juni 1988 in Bijelo Polje) ist ein schwedischer Fußballspieler montenegrinischer Abstammung. Er steht bei Djurgårdens IF unter Vertrag und ist fünfmaliger schwedischer Nationalspieler.

## Karriere
Emir Kujović wurde im montenegrinischen Bijelo Polje geboren und musste nach dem Ausbruch des Jugoslawienkriegs aus seiner Heimat flüchten. Er erhielt in Schweden Asyl. Hier begann Kujović mit dem Vereinsfußball in der Jugend von Klippans BoIF und wechselte später in die Jugend von Landskrona BoIS. Hier wurde er im Sommer 2006 Profi-Fußballer und spielte bis zur Winterpause drei Partien für das Profi-Team.
Zur Winterpause wechselte er dann zu Halmstads BK. In Halmstads BK wurde er gleich bis zum Ende der Saison an Falkenbergs FF ausgeliehen. Zur Saison 2007/08 kehrte er zu Halmstads zurück und gehörte hier fortan zum Kreis der regelmäßig zum Einsatz kommenden Spieler.
Zum Frühjahr 2011 wechselte er in die Türkei zum Süper-Lig-Verein Kayserispor. Hier wurde er auf Anhieb Stammspieler. Nachdem bei Kayserispor Robert Prosinečki als neuer Trainer vorgestellt wurde, kam Kujović unter dem neuen Trainer zu immer weniger Einsätzen und wurde schließlich zur Wintertransferperiode 2012/13 auf die Verkaufsliste gesetzt.
Zur Rückrunde der Spielzeit 2012/13 wechselte Kujović innerhalb der Süper Lig zu Sanica Boru Elazığspor. Im Sommer 2013 verließ er diesen Verein wieder. 2015 wurde er beim Meister Norrköping Torschützenkönig der schwedischen Liga.
Nachdem er nach seinem Wechsel zur Saison 2016/17 zum belgischen Erstligisten KAA Gent nur zu einem einzigen Kurzeinsatz gekommen war, wurde der Vertrag im Sommer 2017 aufgelöst.
Im Juli 2017 unterschrieb der Stürmer einen Dreijahresvertrag bei Fortuna Düsseldorf. Er absolvierte lediglich 20 Ligaspiele und konnte im Frühjahr 2018 mit der Fortuna als Zweitligameister in die Bundesliga aufsteigen. In der Saison 2018/19 fand der Schwede unter Cheftrainer Friedhelm Funkel keine Berücksichtigung mehr und spielte lediglich einmal für die Regionalligamannschaft.
Vor Beginn der Bundesligasaison 2019/20 wurde Kujović vom schwedischen Erstligisten Djurgårdens IF verpflichtet, mit dem er am Saisonende die schwedische Meisterschaft gewann.

### Nationalmannschaft
Kujović spielte bis 2010 viermal für die schwedische U21-Nationalmannschaft. Am 14. November 2015 wurde er für die beiden Relegationsspiele für die Europameisterschaft 2016 gegen Dänemark nominiert, blieb aber ohne Einsatz. Sein erstes Spiel für die schwedische A-Nationalmannschaft bestritt er am 1. Januar 2016 gegen Estland. Er wurde von Nationaltrainer Erik Hamrén für die Europameisterschaft 2016 nominiert, war aber einer von sieben Spielern im Kader, die nicht zum Einsatz kamen.

## Erfolge
Fortuna Düsseldorf
- Zweitligameister und Aufstieg in die Bundesliga: 2018

Djurgårdens IF
- Schwedischer Meister: 2019

## Persönliches
Sein Bruder Ajsel ist ebenfalls Fußballspieler und lief mehrfach für die schwedische U21 auf.